# 濟克拉齊
49°58′39″N 30°54′41″E / 49.97750°N 30.91139°E
濟克拉奇（烏克蘭語：Зікрачі）是位於烏克蘭北部的村莊，由基辅州奧布希夫區的卡哈爾利克市鎮負責管轄。該村始建於1734年，面積2.2平方公里，海拔高度145米，2001年人口96。